# ジェイムス (イギリスのバンド)
ジェイムス (James) は、イギリスのロックバンド。1981年にマンチェスターで結成された。ジャンルとしてはニュー・ウェイヴからオルタナティヴ・ロックにあたり、代表曲に「シット・ダウン」 (Sit Down) や「レイド」 (Laid) がある。

## 略歴
1982年にマンチェスターで、幼馴染みのポール・ギルバートソンとジム・グレニーで結成。ジムの名前がバンド名の由来とされている。ハシエンダでのライブにて、ファクトリー・レコードの創設者であるトニー・ウィルソンの注目を引き、レコード契約を得る。2枚のシングルをファクトリー・レコードからリリースし、ザ・スミスの前座などをして活動する。『NME』などの音楽雑誌からの注目を浴び、1986年にはメジャー・レーベルのサイアーからデビュー・アルバム『スタッター』を発表するもヒットには恵まれず、不遇の時代を送ることになる。
1988年には同じくサイアーからセカンド・アルバム『ストリップ・マイン』をリリースするも、こちらも鳴かず飛ばずの結果となる。翌年、バンドは借金をしてライブ・アルバム『ワン・マン・クラッピング』を自主制作でリリースする。インディー・レーベルとして名の馳せたラフ・トレード・レコードの支援もあり、このアルバムは英国インディー・アルバム・チャートの1位を獲得する。これにより、バンドは再び脚光を浴びることになる。
バンドにとって追い風となるかのように、1990年代になるとマンチェスターではマッドチェスター・ムーブメントが起きていた。そしてキーボード、ヴァイオリン、トランペットを加えて7人編成となったバンドが、1990年の6月にサード・アルバム『ゴールド・マザー』を発売すると、アルバムからのシングルがすべてチャートのトップ40に入る。特に1989年に発表したものを再録音した「シット・ダウン」 (Sit Down、1991年発表)は、全英シングルチャート2位になる大ヒット曲になった。彼らの人気度は一躍高まり、ライブで3万人規模の開場を完売させるまでになる。
続くアルバム『セヴン』（1992年）もアルバム・チャートの2位を獲得し、本国イギリスでの人気を確固たるものとした。その後、トランペッターのアンディ・ダイアグラムが脱退したバンドは、新たなるサウンドの追求を目指し、ブライアン・イーノと共に音楽の創作をする。そして1993年、代表曲のひとつである「Laid」を収録した5枚目のスタジオ・アルバム『レイド』を発表する。イーノをプロデューサーに起用したこの作品は、イギリスで3位を獲得する。本国での成功とともに、バンドはこの頃から本格的にアメリカでの活動を始め、このアルバムはビルボード200で最高位68位まで到達し、RIAAからゴールド・ディスクに認定されている。
その後、ギタリストのラリー・ゴットの脱退などもあり、アメリカで目立った記録を残すことはなくなったが、イギリスでは安定した人気を維持し、新ギタリストのエイドリアン・オクサールとマルチ・プレイヤーのマイケル・クラスを加えてからも、1997年の『ウィップラッシュ』 、1999年の『ミリオネアーズ』と連続でトップ10入り、ゴールド・ディスク (BPIによる認定、10万枚以上のセールス) 認定を果たす。ちなみに、この間にリリースした彼らの初のベスト・アルバム『ベスト・オブ』は、彼らにとって初の全英アルバムチャート1位になった。
2001年には『プリーズド・トゥ・ミート・ユー』をリリース。全英11位。このアルバムのリリースによって、バンドはレコード会社との契約が終了した。ボーカルのティム・ブースは彼自身の活動に専念するための脱退を宣言し、バンドは2002年から長い休止期間に入る。2001年末に行われたサヨナラ・ツアーには、脱退していたラリーとアンディもゲストとして姿を見せた。ティムは2004年にソロ・アルバムをリリースしたほか、俳優として2005年の映画『バットマン ビギンズ』などに出演する。
2007年にティムとラリーとアンディのバンドへの復帰により1990年代初期の陣容で活動を再開。当初5日間のツアーを予定していたが、7日間に変更され、すべての公演が売り切れになった。夏には T in the Park や V Festival といったフェスにも参加する。そして2008年に7年ぶりとなるスタジオ・アルバム『ヘイ・マ』をリリース。全英10位にランクインし、久々のトップ10入りを果たすとともに、根強い人気を証明する。
2016年のアルバム『Girl at the End of the World』は、全英チャートで2位にランクインした。これはベスト・アルバムを除けば、ジェイムスのアルバムのチャート最高位にあたる。ライブツアーも定期的に続けているが、2015年からはラリー・ゴットはツアーに帯同せず、ギタリストに再びエイドリアン・オクサールを迎えている。

## 備考
- 1992年に唯一の来日公演を行っている。
- 前座をしていたザ・スミスの「I Started Something I Couldn't Finish」（1987年）のカセット・シングルに、ジェイムスの「What's The World」のカヴァー（ライブ）が収録されている。
- ボーカリストのティム・ブースはジェイムス在籍中の1995年に、映画音楽作曲家のアンジェロ・バダラメンティとともに『ブース&バッド・エンジェル』なるアルバムを発表。さらに、ジェイムス脱退後の2004年からソロ活動を開始、ファースト・アルバム『ボーン』を発表した。ジェイムス復活後の2011年に、セカンド・アルバム『Love Life』をリリースした。
- メンバーのソウル・デイヴィスによれば、創立メンバーのジムは、幼馴染みであるポールを追い出したティムとしばしば意見が対立していて、一時は目も合わせない仲だったそうである。

## メンバー
現在のラインナップ

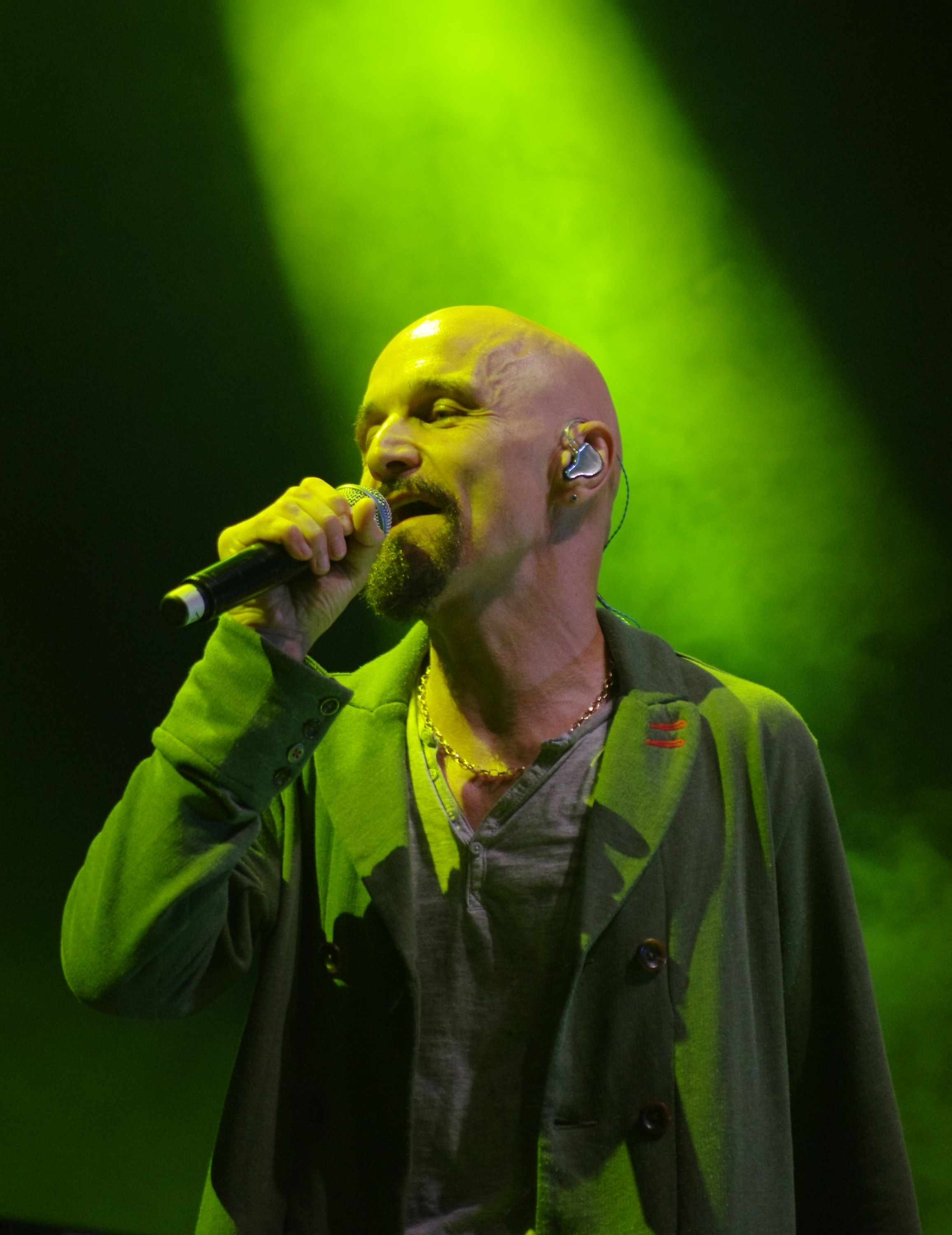
ティム・ブース at :en:Haldern Pop 2013

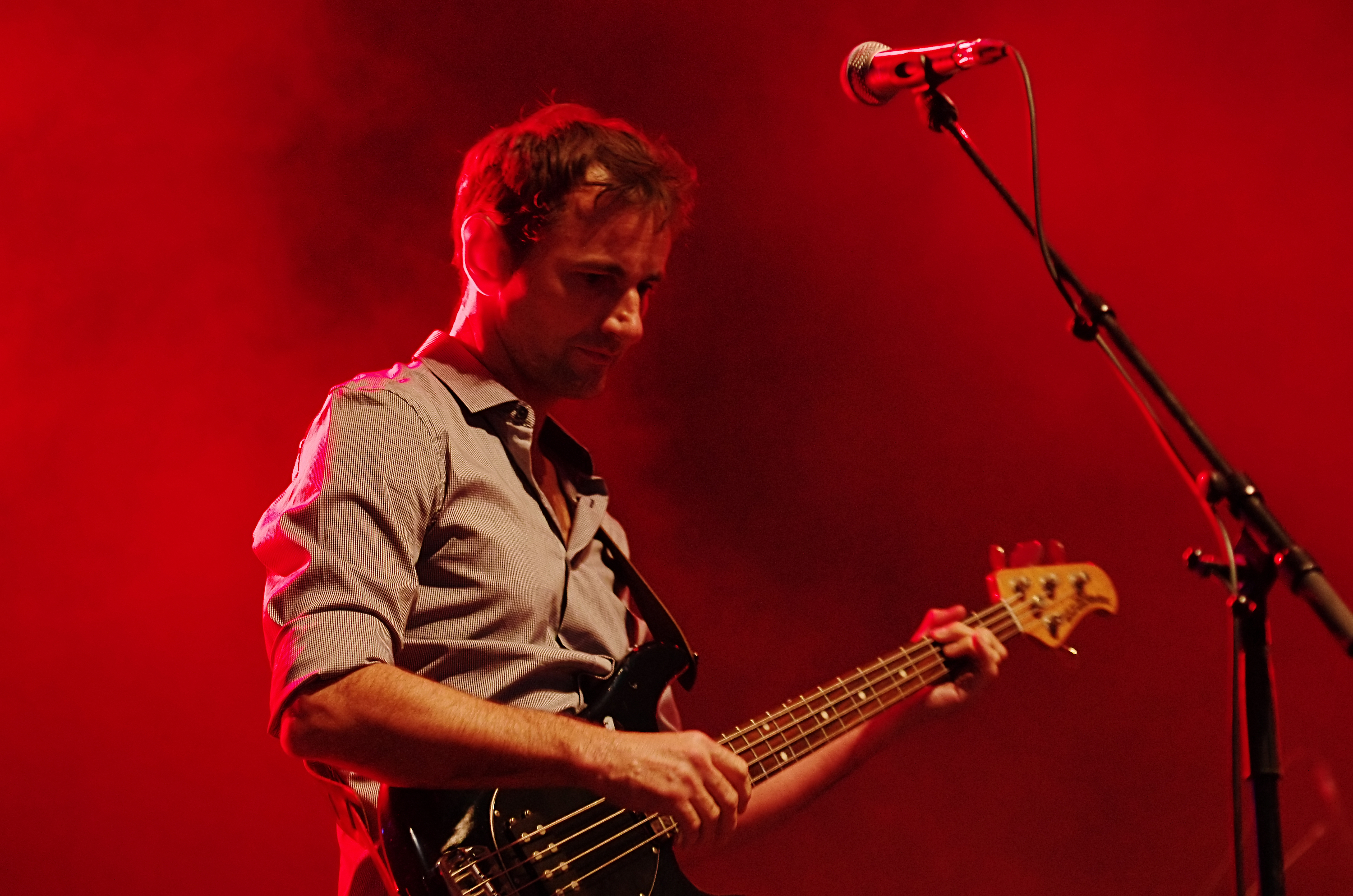
ジム・グレニー

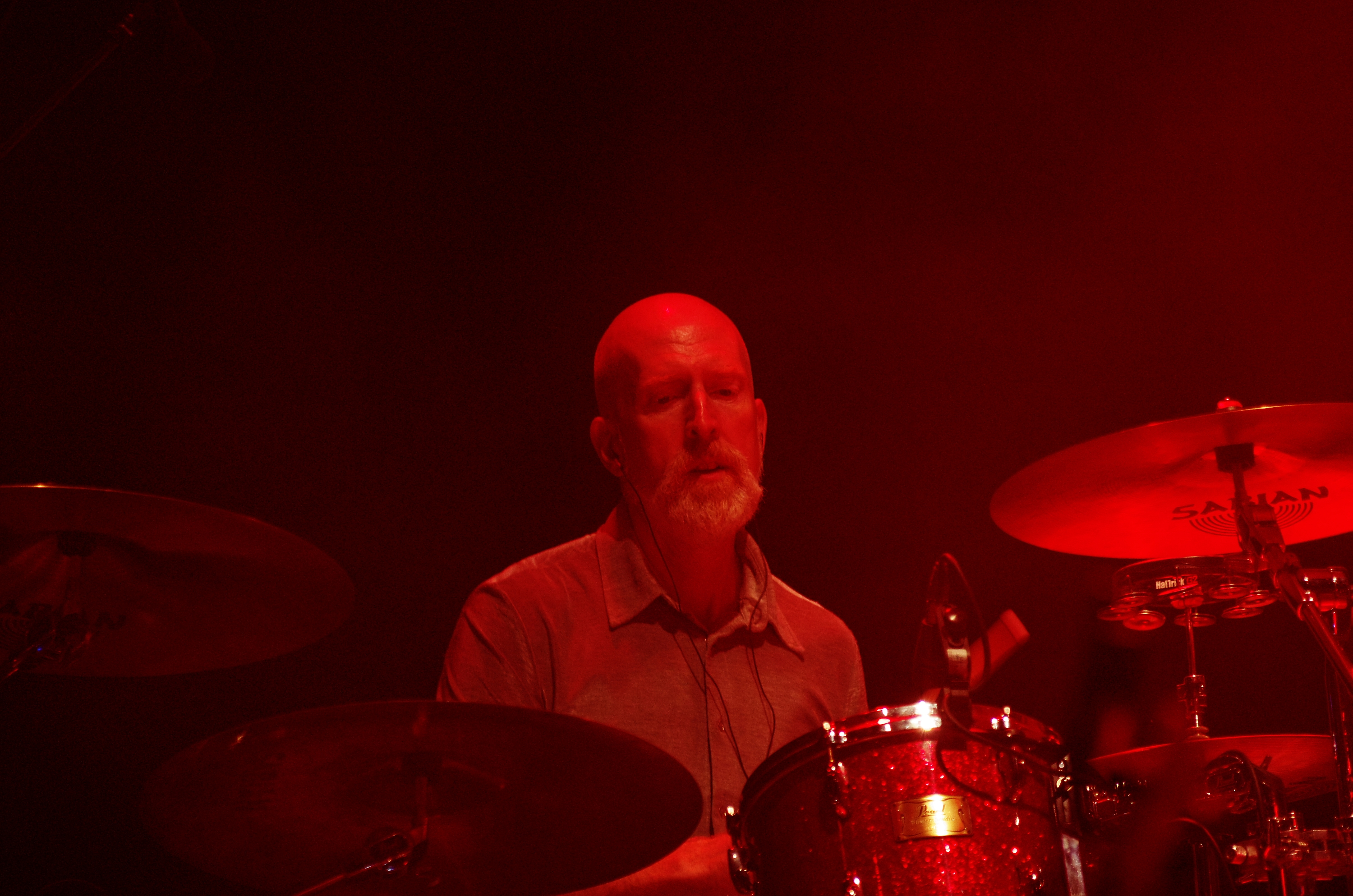
デヴィッド・ベイントン＝パワー

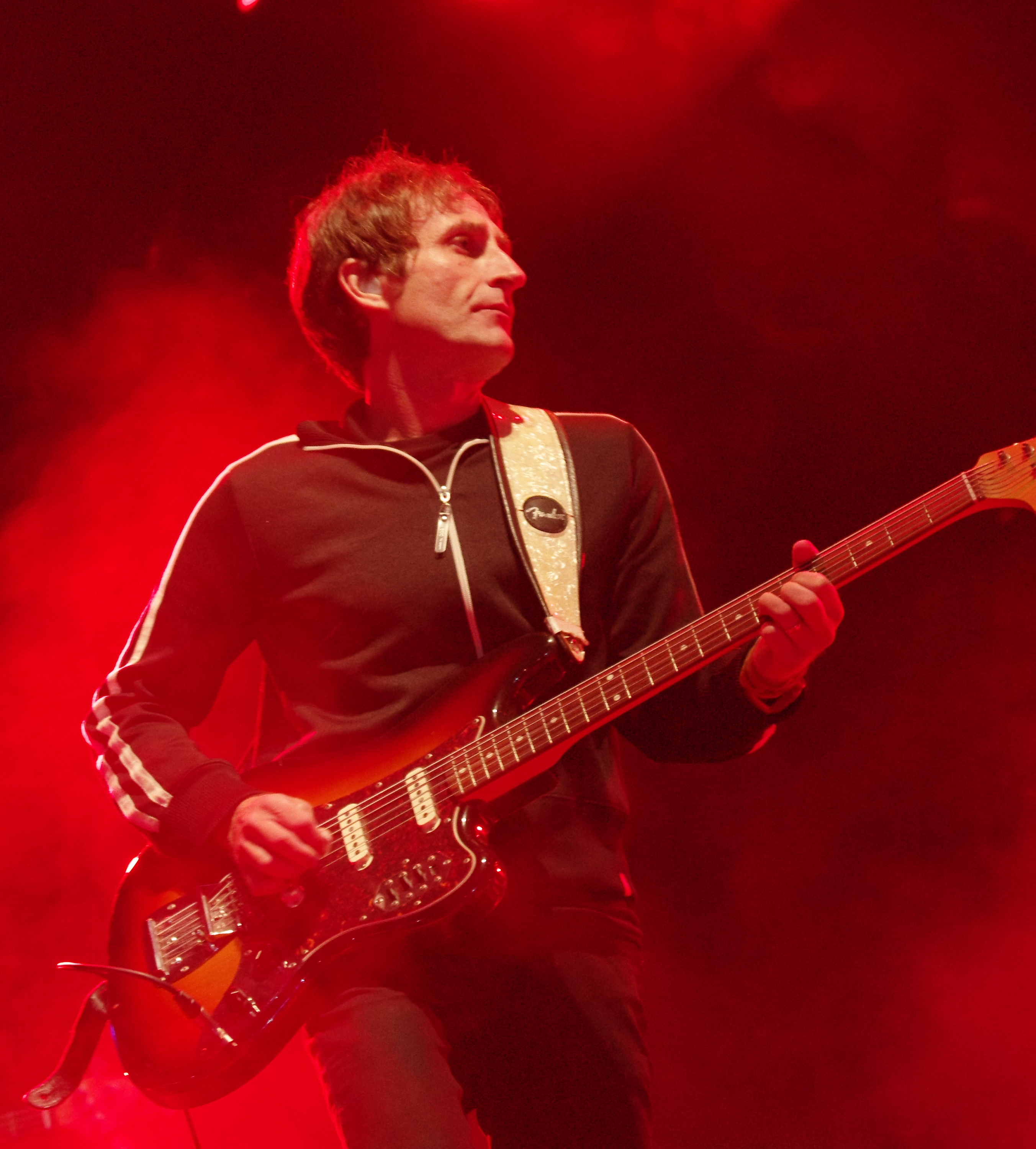
ソール・デイヴィス

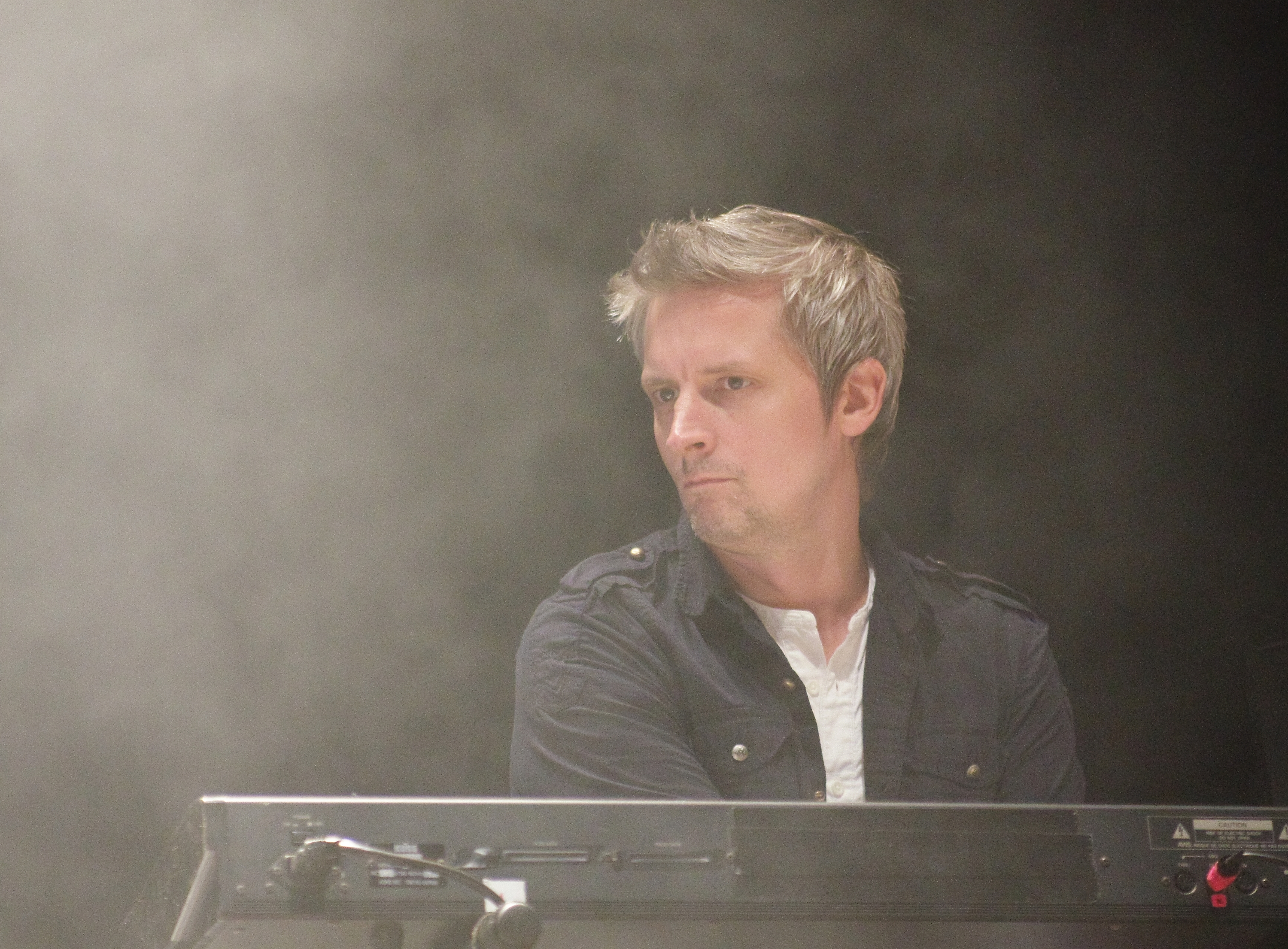
マーク・ハンター

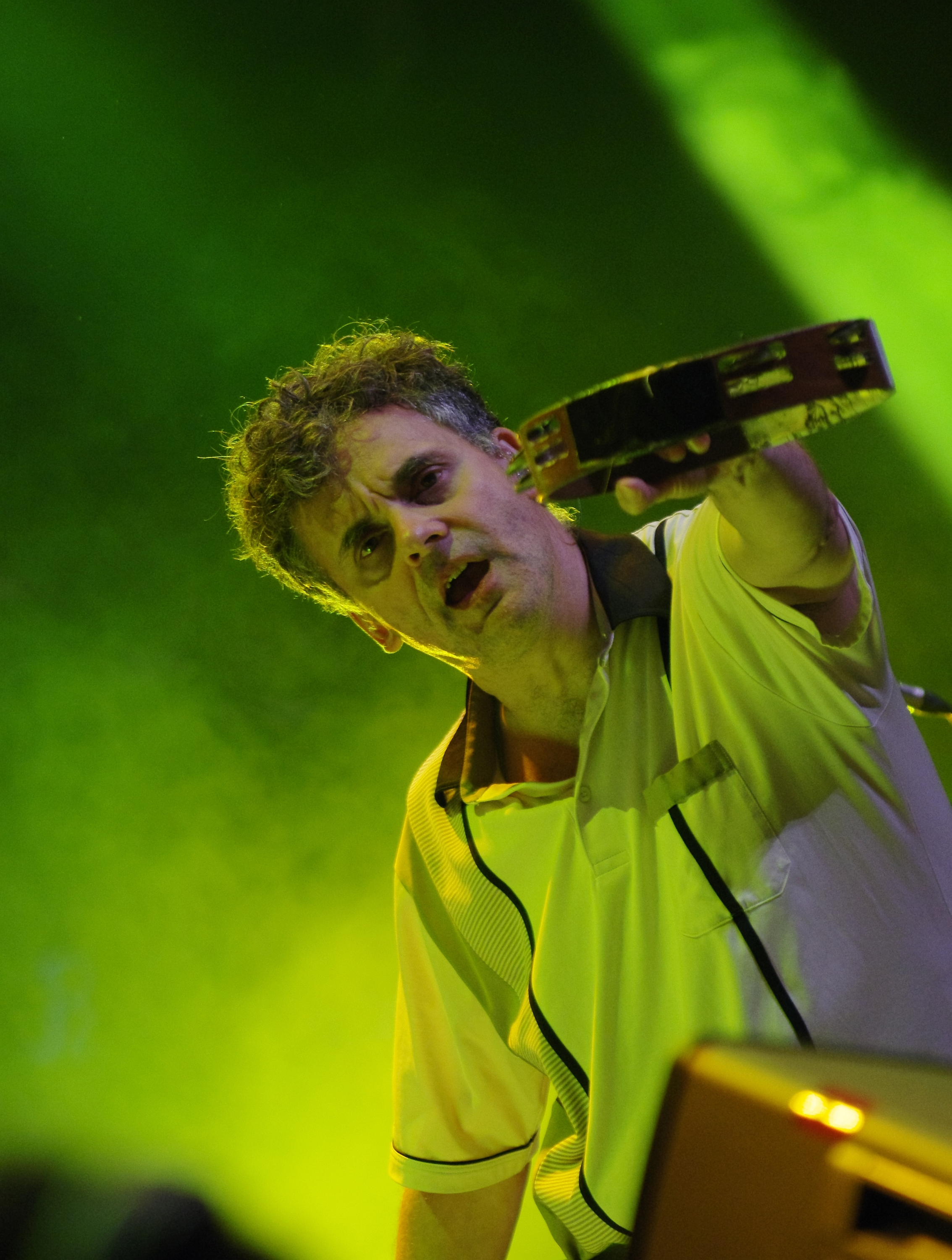
アンディ・ダイアグラム

- ティム・ブース (Tim Booth) - ボーカル（1982年-2001年、2007年- ）
- ジム・グレニー (Jim Glennie) - ベース（1982年- ）
- デヴィッド・ベイントン＝パワー (David Baynton-Power) - ドラム（1988年- ）
- ソール・デイヴィス (Saul Davies) - ギター、ヴァイオリン（1989年- ）
- マーク・ハンター (Mark Hunter) - キーボード（1989年- ）
- アンディ・ダイアグラム（Andy Diagram） - トランペット（1989年-1992年、2007年- ）
- エイドリアン・オクサール (Adrian Oxaal) - ギター（1996年-2002年、2015年- ）

旧メンバー

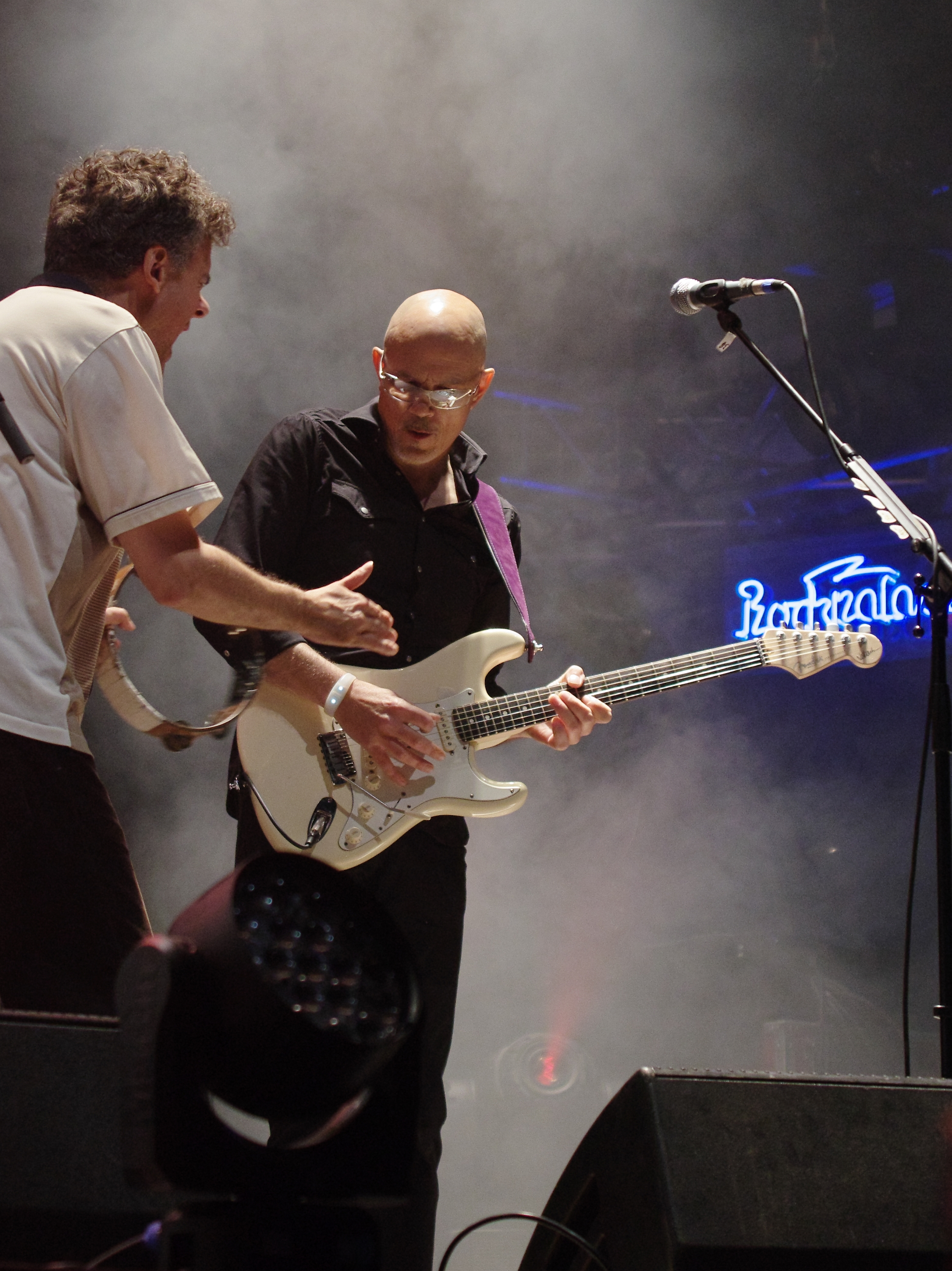
ラリー・ゴット

- ポール・ギルバートソン（Paul Gilbertson） - ギター（1982年-1984年）
- ギャバン・ウェラン（Gavan Whelan） - ドラマー（1982年-1988年）
- マイケル・クラス (Michael Kulas) - ギター、キーボード（1997年-2002年）
- ラリー・ゴット (Larry Gott) - ギター、キーボード（1984年-1996年、2007年-2015年）

## ディスコグラフィ
＊「全英」とは 「全英アルバムチャート」におけるチャート最高位を示す。「ゴールド等認定」については「BPI (British Phonographic Industry)」の記録からである。

### スタジオ・アルバム
| 年   | タイトル                                                                                            | 全英 | ゴールド等認定    | 補足                                                     |
| ---- | --------------------------------------------------------------------------------------------------- | ---- | ----------------- | -------------------------------------------------------- |
| 1986 | スタッター Stutter - 発売日：1986年6月 - レーベル：Blanco y Negro / Sire                            | 68   | -                 | デビュー・アルバム                                       |
| 1988 | ストリップ・マイン Strip-mine - 発売日：1988年9月 - レーベル：Blanco y Negro / Sire                 | 90   | -                 |                                                          |
| 1990 | ゴールド・マザー Gold Mother - 発売日：1990年6月 - レーベル：Fontana                                | 2    | ゴールド (10万枚) | アメリカでは1991年に「ジェイムス」のタイトルでリリース。 |
| 1992 | セヴン Seven - 発売日：1992年2月 - レーベル：Fontana                                                | 2    | ゴールド          |                                                          |
| 1993 | レイド Laid - 発売日：1993年10月5日 - レーベル：マーキュリー                                        | 3    | シルバー (6万枚)  | ブライアン・イーノとの初の共同作業。                     |
| 1994 | ワー・ワー Wah Wah - 発売日：1994年10月 - レーベル：マーキュリー                                    | 11   | -                 | 「ジェイムス&ブライアン・イーノ」としてリリース。        |
| 1997 | ウィップラッシュ Whiplash - 発売日：1997年2月25日 - レーベル：マーキュリー                          | 9    | ゴールド          |                                                          |
| 1999 | ミリオネアーズ Millionaires - 発売日：1999年10月13日 - レーベル：マーキュリー                       | 2    | ゴールド          |                                                          |
| 2001 | プリーズド・トゥ・ミート・ユー Pleased to Meet You - 発売日：2001年7月17日 - レーベル：マーキュリー | 11   | -                 |                                                          |
| 2008 | ヘイ・マ Hey Ma - 発売日：2008年4月7日 - レーベル：マーキュリー                                     | 10   | -                 |                                                          |
| 2010 | The Night Before                                                                                    |      | -                 |                                                          |
| 2010 | The Morning After                                                                                   |      | -                 |                                                          |
| 2014 | La Petite Mort                                                                                      |      | -                 |                                                          |
| 2016 | Girl at the End of the World                                                                        | 2    | -                 |                                                          |
| 2018 | Living in Extraordinary Times                                                                       |      | -                 |                                                          |
| 2021 | All The Colours Of You                                                                              |      | -                 |                                                          |

### ライブ・アルバム
| 年   | タイトル | 全英 | ゴールド等認定 | 補足 |
| ---- | --- | ---- | -------------- | --- |
| 1989 | ワン・マン・クラッピング One Man Clapping - 発売日：1989年3月 - レーベル：One Man / ラフ・トレード                            | -    | -              | |
| 2002 | ゲッティング・アウェイ・ウィズ・イット…ライブ Getting Away With It... Live - 発売日：2002年5月21日 - レーベル：サンクチュアリ | 102  | -              | - マンチェスター・イブニング・ニュース・アリーナで2001年12月7日に行われたライブの模様を収録。 - 2枚組      |
| 2020 | Live in Extraordinary Times - 発売日：2020年12月11日 - レーベル：                                                             | -    | -              | - 14か国で86のライブを展開した「Living in Extraordinary Times」ツアーからのコレクション。 - DVDとCDの2枚組 |

### コンピレーション・アルバム
| 年   | タイトル | 全英 | ゴールド等認定    | 補足 |
| ---- | --- | ---- | ----------------- | --- |
| 1998 | ベスト・オブ The Best Of - 発売日：1998年6月30日 - レーベル：マーキュリー / Fontana                            | 1    | プラチナ (30万枚) | - 初のベスト盤。限定版にはライブ音源CDも付属。 - 新曲「Destiny Calling」と「Runaground」も収録。 |
| 2001 | Bサイズ・ウルトラ B-Sides Ultra - 発売日：2001年12月3日 - レーベル：マーキュリー                               | -    | -                 | - 1990年から1999年までリリースしたシングルのカップリングを収録。 - イギー・ポップとデビッド・ボウイの「チャイナ・ガール」 や、ヴェルヴェット・アンダーグラウンドの「日曜の朝」 "Sunday Morning" のカバーも収録されている。 |
| 2004 | コレクション The Collection - 発売日：2004年10月11日 - レーベル：Spectrum                                      | 43   | -                 | - シングル曲、B面、レア・トラックなど様々な曲で構成。 - レナード・コーエンの「さよならマリアンヌ」 "So Long, Marianne" のカバーも収録されている。                                                                          |
| 2007 | フレッシュ・アズ・ア・デイジー Fresh as a Daisy - The Singles - 発売日：2007年4月30日 - レーベル：マーキュリー | 12   | -                 | - マーキュリー時代のシングル曲を中心とするオールタイムベスト。 - 2枚組の完全版と1枚に収められたものがある。 |

### シングル
- "Jimone" 1983年
- "James Ⅱ"　1985年
- "Village Fire" 1985年
- "Chain Mail" 1986年
- "So Many Ways" 1986年
- "What For" 1988年
- "Ya Ho" 1988年
- "Sit Down" 1989年
- "Come Home" 1989年
- "How Was It for You?" 1990年
- "Come Home (re-release)" 1990年
- "Lose Control" 1990年
- "Sit Down (re-release)" 1991年
- "Sound" 1991年
- "Born of Frustration" 1992年
- "Ring the Bells" 1992年
- "Seven" 1992年
- "Sometimes (Lester Piggott)" 1993年
- "Laid" 1993年
- "Jam J/Say Something" 1994年
- "She's a Star" 1997年
- "Tomorrow" 1997年
- "Waitzing Along" 1997年
- "Destiny Calling" 1998年
- "Runaground" 1998年
- "Sit Down (Apollo 440 mix)" 1998年
- "I Know What I'm Here For" 1999年
- "Just Like Fred Astaire" 1999年
- "We're Going to Miss You" 1999年
- "Getting Away With It (All Messed Up)" 2001年